# Himmelkron
Himmelkron è un comune tedesco situato nel land della Baviera.